# Sony Pictures Entertainment
Sony Pictures Entertainment Inc. (conhecida simplesmente como Sony Pictures ou SPE) é uma empresa norte-americana de entretenimento com sede em Culver City, Califórnia, Estados Unidos. Ela pertence a Sony Entertainment, conglomerado de mídia e entretenimento com sede em Nova York e que pertence a multinacional japonesa Sony Corporation. Foi fundada em 1989, após a aquisição do estúdio de cinema tradicional Columbia Pictures da The Coca-Cola Company e renomeado para Sony Pictures Entertainment em 1991. Também faz sociedade na Rede Telecine e HBO Brasil. No Brasil, como não tem programadora própria, paga para a HBO Brasil distribuir seus dois canais.
Em 6 de fevereiro de 2014 a Sony Pictures Entertainment, através do nome legal Columbia TriStar Warner Filmes de Portugal Ltda., anunciou que não iria ter escritórios em Portugal a partir de 31 de março de 2014.
No Brasil, os filmes são distribuídos pela United International Pictures (joint-venture entre Paramount Pictures e Universal Studios) a partir de 2016 em diante.[carece de fontes?]

## Canais Difundidos

### Brasil
- Seu canais (AXN /  Lifetime / Sony Channel / Baby TV) são distribuídos pela HBO Brasil e Telecine.

### Portugal
- AXN (HD)
- AXN Black (HD) (sucessor do Animax Portugal)
- AXN White (HD) (sucessor do Canal Sony)
- Baby TV
- Duck TV
- SET Asia
- SET MAX
- SAB TV

## Subsidiárias
- Columbia Pictures
- TriStar Pictures
- Sony Pictures
- Sony Channel - canal de televisão por assinatura.
  - AXN
  - Sony Spin
- Sony Pictures Animation - divisão de animação.
- Screen Gems - serviços de diferentes propósitos.
- Sony Online Entertainment - divisão de desenvolvimento de jogos.

## Afiliados
- Metro-Goldwyn-Mayer
  - United Artists

## Sedes

### Portugal
- Columbia TriStar/Warner Filmes Ltda. (encerrados no dia 31 de março de 2014)
- Desde 2014 seus filmes são distribuídos em Portugal pela Big Picture Films.

### Brasil
- No Brasil não tem sede mas seus canais são distribuídos pela HBO
- Desde o começo de 2016 seus filmes são distribuídos através do selo Paramount-Universal Home Entertainment, antes pela Fox/Sony Home Entertainment.